# Invernadero de Atocha

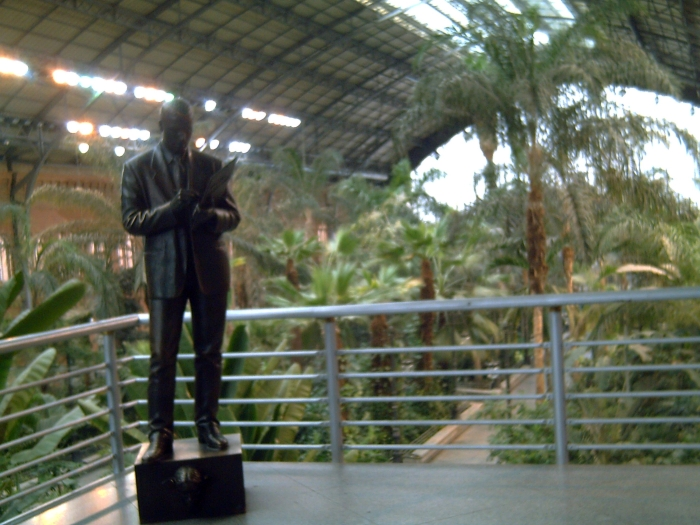
Homenaje al agente comercial (F. López, 1998). Al fondo el jardín botánico tropical del Invernadero de Atocha.

El Invernadero de Atocha es un jardín botánico de plantas subtropicales y tropicales situado en el antiguo apeadero de la  Estación de Atocha de Madrid (España), actualmente dentro del conglomerado de intercomunicaciones de la nueva estación de Atocha. Con una extensión de  4.000 metros cuadrados alberga más de 7200 plantas de 260 especies

## Localización
Se encuentra en pleno centro de Madrid, en el interior de la estación de Atocha. Calle: Glorieta de Atocha, Madrid

## Historia
Fue inaugurado en el año 1992.

## Colecciones

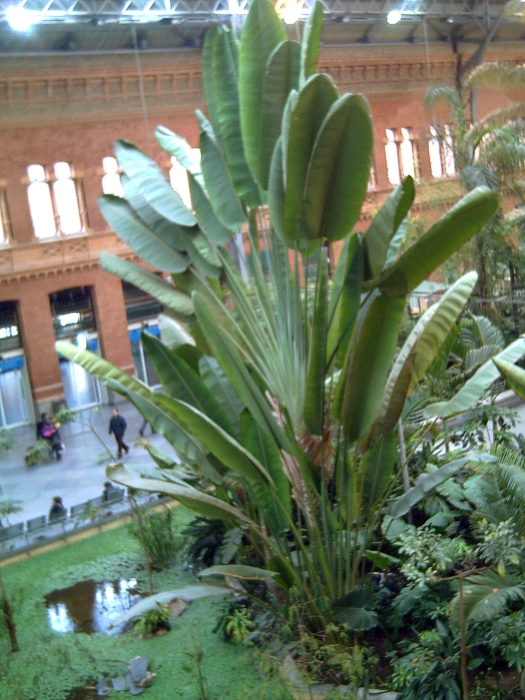
El árbol del viajero, (Ravenala madagascariensis), da la bienvenida a los viajeros que transitan por la Estación de Atocha

En sus 4.000 metros cuadrados de zona verde se desarrollan un total de 7200 plantas de 260 especies originarias de distintos lugares como la India, Australia, América, Asia o China. El invernadero alberga plantas de la zona tropical y subtropical. Para lo cual, la temperatura se mantiene entre los 22 y 24 grados y la humedad entre el 60 y el 70 por ciento. La iluminación es casi natural ya que dispone de la cristalera abierta en la parte superior del cerramiento del antiguo apeadero y, además recibe una luz artificial que intenta simular la radiación solar (por medio de unas luces blancas y amarillas). Una de las características de las plantas que se exhiben en este espacio tropical es que una gran parte de las plantas expuestas han sido utilizadas por el hombre a lo largo de su historia para obtener un provecho.
Plantas de porte arbóreo:
- Árbol del pan
- Árbol de la caoba
- Árbol del caucho
- Árbol del viajero
- Cocoteros
- Palmera real cubana
- Plataneras
- Palmas botellas (que están extinguidas en su hábitat natural)
- Palmera Washingtonia
- Patas de elefante

Plantas de menor porte:
- heliconias
- aves del paraíso
- costilla de Adán
- planta fósil
- planta del café
- planta del cacao

Sin embargo, en los últimos años, muchas personas han abandonado mascotas exóticas en el lugar de las plantas acuáticas, tales como Tortugas de Florida, Tortugas de caparazón blando (Apalone spinifera), Plecostomus, peces de colores, entre otros.